# Kościół Trzech Króli w Kietrzu
Kościół Trzech Króli – rzymskokatolicki kościół należący do zgromadzenia Franciszek Misjonarek.

## Historia
Kamień węgielny pod budowę świątyni został poświęcony w dniu 22 lipca 1928 roku. Uroczystość odbyła się pod przewodnictwem kietrzańskiego księdza proboszcza Emila Komarka. Budowa była prowadzona przez Artura Gohra i Augusta Markera. Centralne ogrzewanie i całą konstrukcję żelazną wykonała Kietrzańska firma ślusarska Dohner. Budowla została poświęcona w dzień uroczystości Trzech Króli 6 stycznia 1929 roku. Świątynię poświęcił wspomniany wyżej ksiądz proboszcz Emil Komarek. Natomiast w dniu 29 czerwca 1929 roku budowla została konsekrowana.

## Wnętrze
Oprócz wejścia głównego, świątynia posiada boczne wejście i wejście do zakrystii. Wymiary wewnętrzne kościoła to 26 metrów długości i 12 metrów szerokości. Długość chóru dla parafian to 14 metrów od kraty, długość chóru dla sióstr to 4 metry, a długość prezbiterium z zakrystiami to 6 metrów, natomiast szerokość to 14 metrów. Kościół nie posiada naw bocznych. Ołtarz został wykonany z marmuru. Został podarowany przez przełożoną generalną z Rzymu, natomiast wykonano go w Mediolanie. Ołtarz nie jest oświetlany przez światło elektryczne. Znajdują się na nim tylko woskowe świece. Za ołtarzem są umieszczone dwie duże zakrystie: z prawej strony przeznaczone dla sióstr, z lewej przeznaczone dla kapłana. Sklepienie świątyni zostało wykonane z drewna. Ściany zostały później pomalowane.